# تروپئا
تروپئا (به ایتالیایی: Tropea) یک کومونه در ایتالیا است که در استان ویبو والنتیا واقع شده‌است.

## خصوصیات
تروپئا ۳٫۲ کیلومترمربع مساحت و ۶٬۸۵۱ نفر جمعیت دارد و ۶۰ متر بالاتر از سطح دریا واقع شده‌است.

## نگارخانه

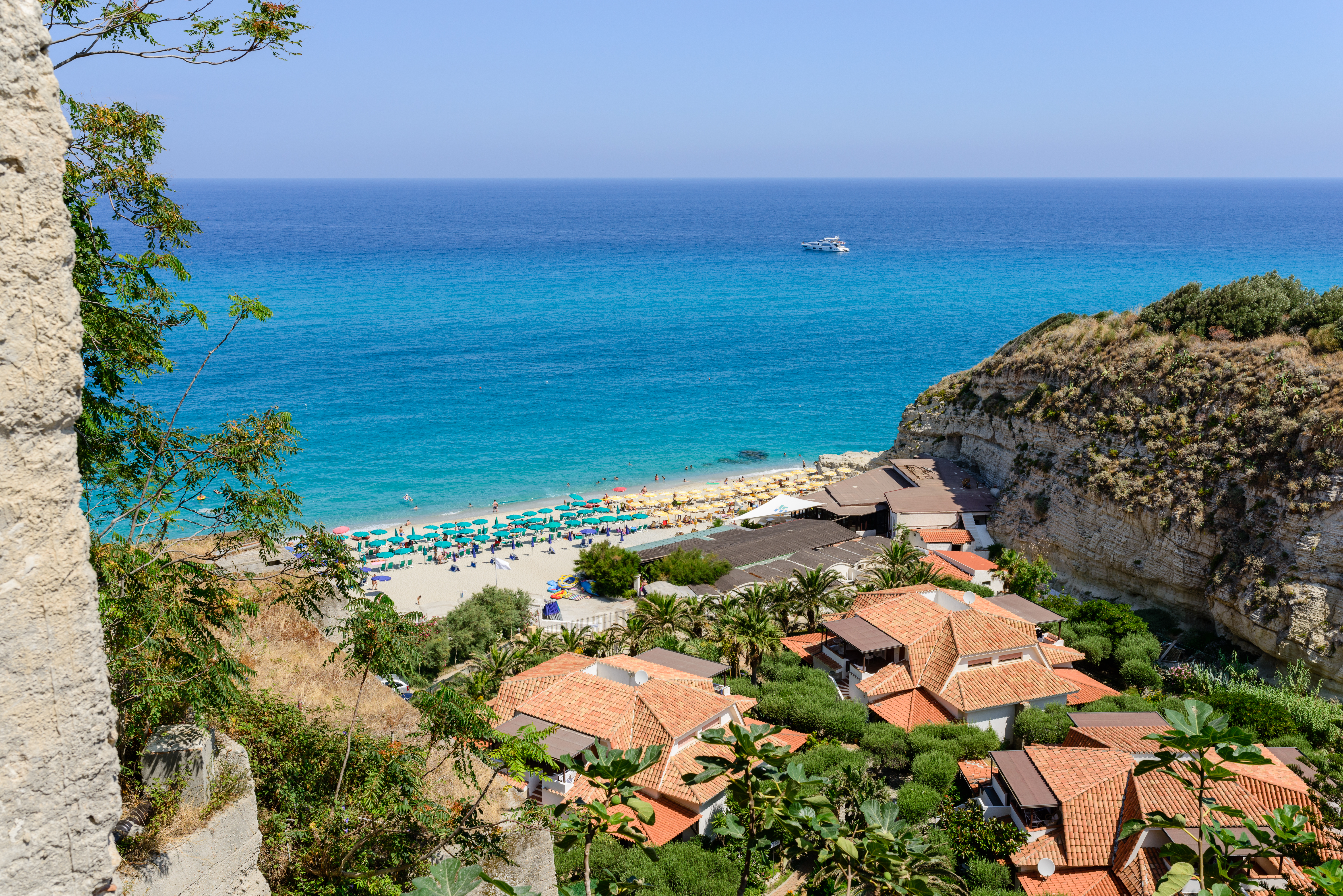
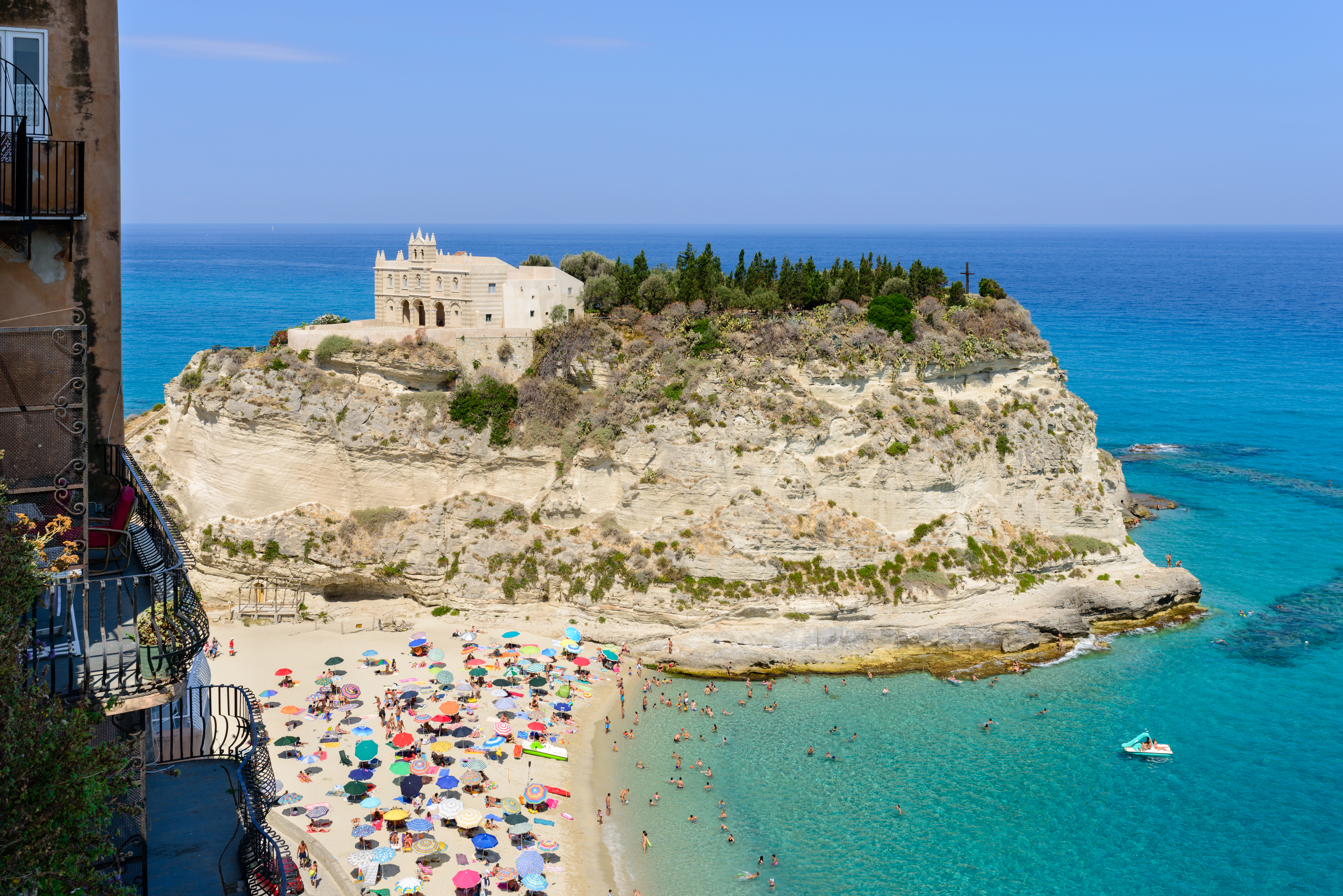
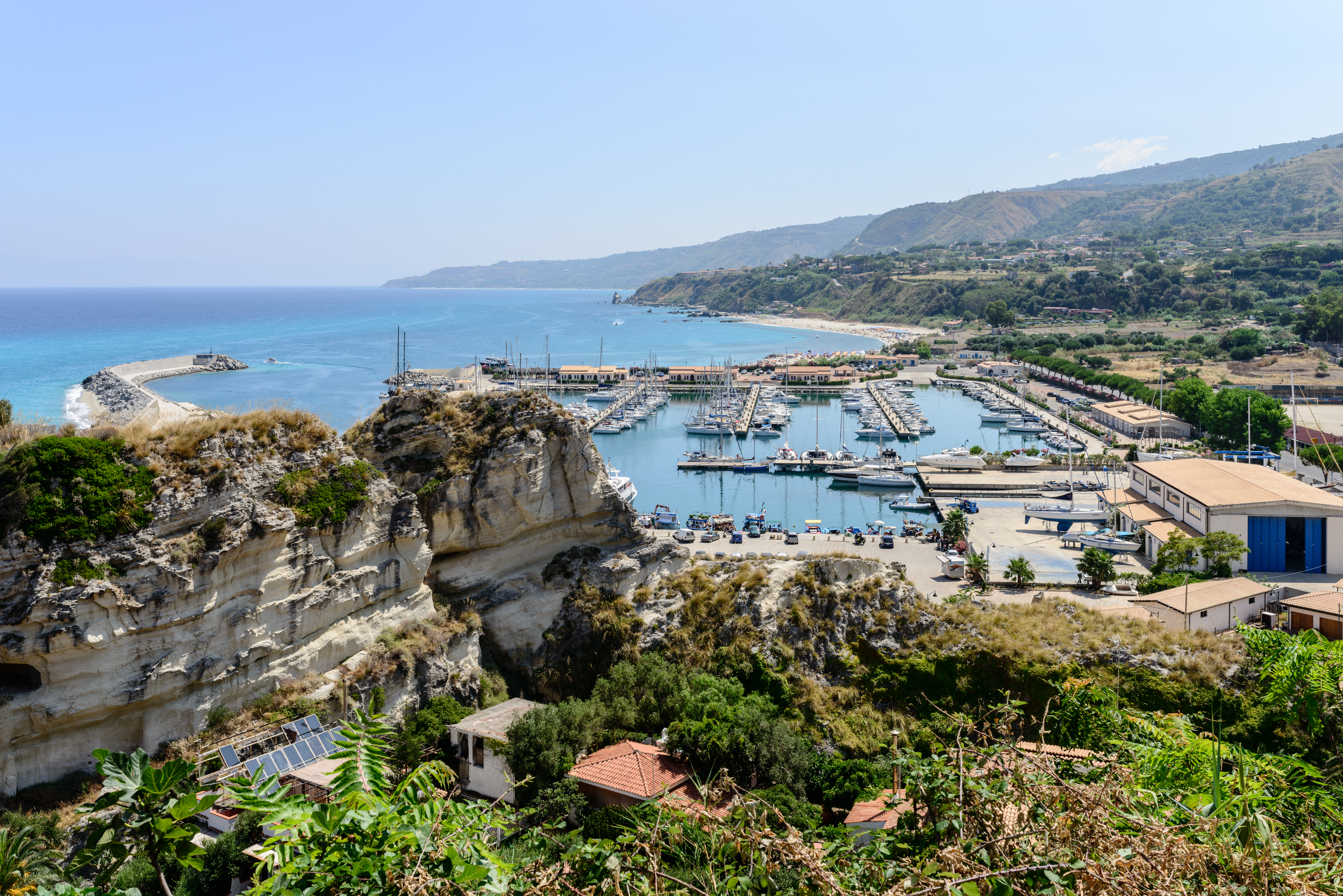
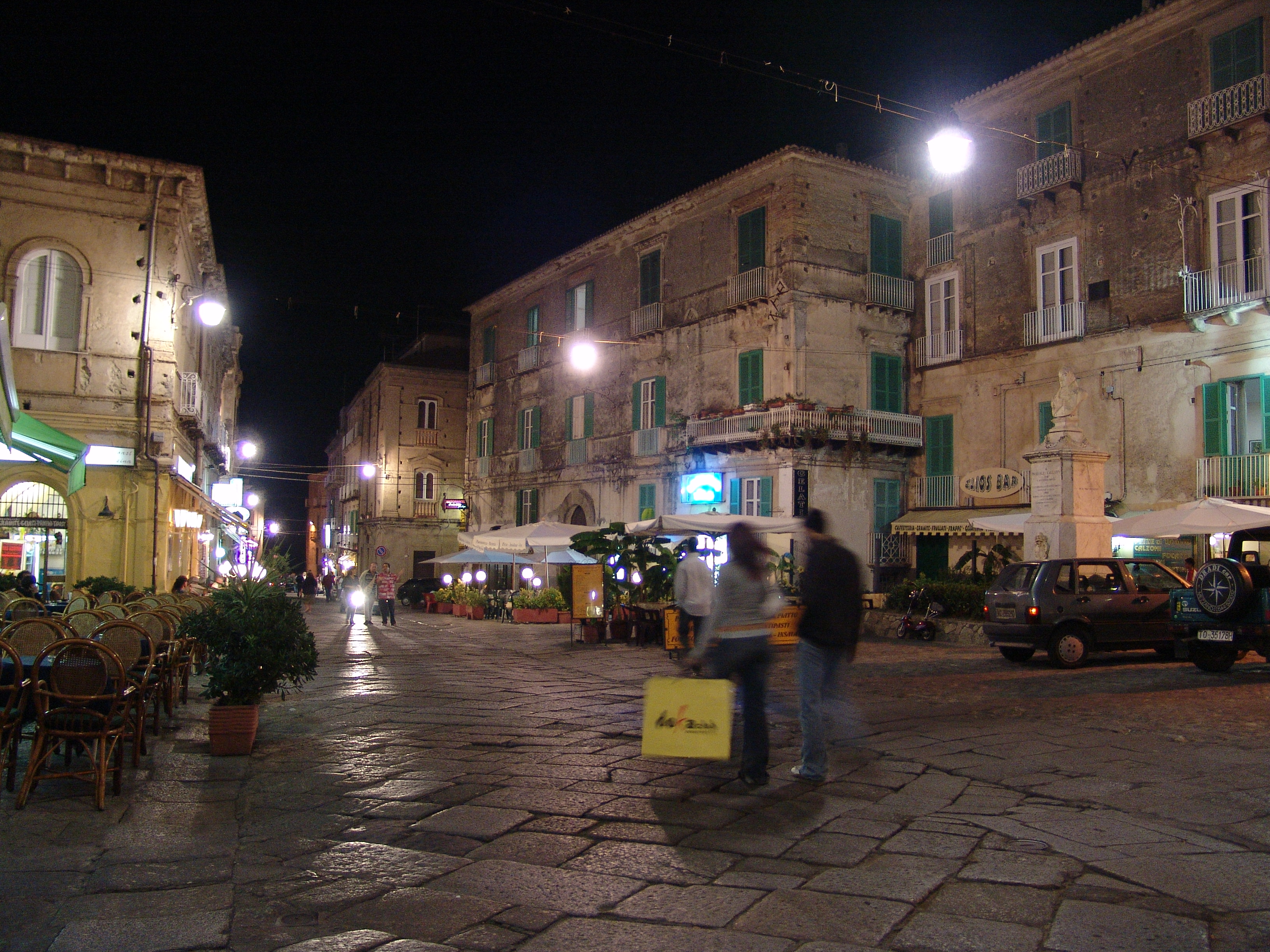
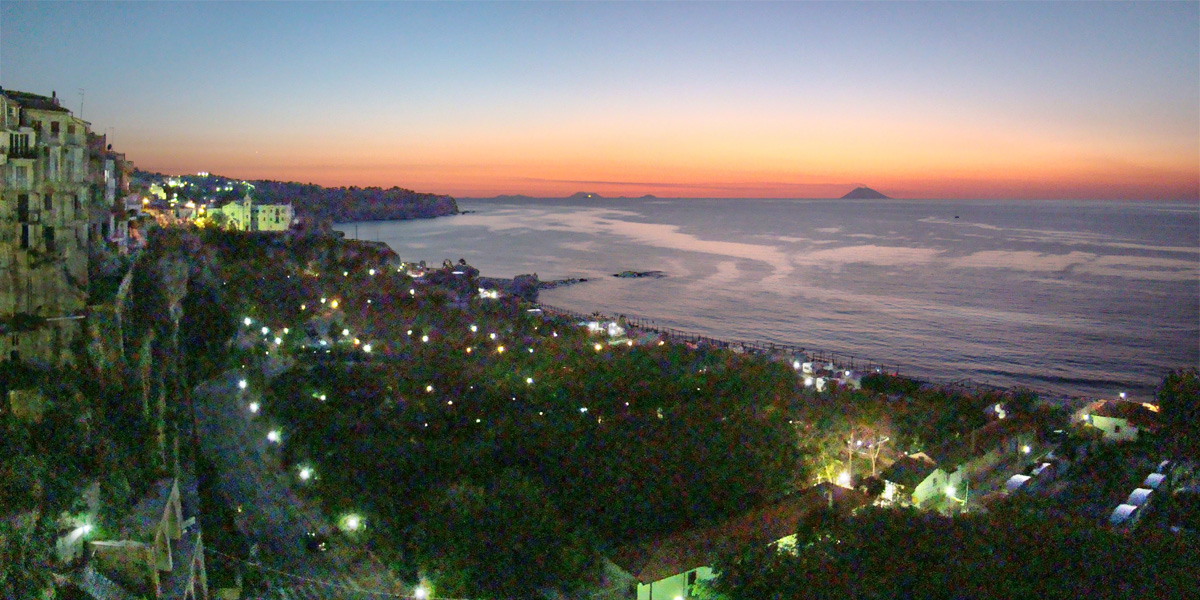